# Jörg Spreitzer
Jörg Spreitzer (* 24. Februar 1967) ist ein ehemaliger deutscher Handballspieler.
Von 1987 bis 1990 war der 1,88 Meter große, im rechten Rückraum eingesetzte Spreitzer Spieler des Bundesligisten TUSEM Essen. 1988 gewann er mit Essen den DHB-Pokal. sowie 1989 die deutsche Meisterschaft sowie den Europapokal der Pokalsieger.
Anfang Dezember 1990 wurde Spreitzer vom VfL Bad Schwartau unter Vertrag genommen. Später spielte er bei Frisch Auf Göppingen und 1994 kurz für die TSG A-H Bielefeld.